# Pierre-François Brice
Pierre-François Brice (Saint-Venant, 26 novembre 1714 – Bruxelles, 13 maggio 1794) è stato un artista francese.
Ha trascorso la maggior parte della sua carriera in quello che è l'attuale Belgio.

## Biografia
Brice è nato a Saint-Venant, in Francia. Intorno al 1735 si stabilisce a Bruxelles, allora capitale dei Paesi Bassi austriaci, per dedicarsi alla pittura. Fu ricevuto nella Corporazione dei pittori della città come maestro durante il 1743-1744. Divenne pittore-decoratore alla corte del principe Carlo Alessandro di Lorena e dipinse diversi schemi interni nel suo palazzo di Bruxelles, come quelli "paysages chinois" menzionati negli archivi.
Muore a nel 1974 a Bruxelles nella sua casa.
Pierre-François Brice era il padre del pittore e incisore Antoine Brice (1752–1817) e il nonno di Ignace Brice (1795–1866), il "David Bruxellois".
| Controllo di autorità | Europeana agent/base/53223 |